# Luis Viu
Luis Viu (La Massana, Andorra; 27 de marzo de 1943 – Andorra; 15 de julio de 2025) fue un esquiador, dirigente deportivo, político y entrenador andorrano especialista en esquí alpino.

## Carrera

### Esquiador
Aunque nació en Andorra, representó a España en dos eventos en los Juegos Olímpicos de Innsbruck 1964, en el evento de descenso terminó en el puesto 35 entre 84 participantes, en el eslalon gigante terminó en el puesto 32 entre 96 participantes, en ambos casos fue el mejor español de los eventos.

### Entrenador
Viu luego de retirarse se convirtió en entrenador y miembro del comité de selección de esquí español de 1969 a 1972, tiempo en el que también fue director de un resort en Soldeu.

### Dirigente
Fue cofundador del Comité Olímpico Andorrano en 1964, donde también cumplió como primer vicepresidente y tesorero hasta que el comité obtuvo el reconocimiento por el Comité Olímpico Internacional. Viu también fue cofundador de varias asociaciones en Andorra como la Cruz Roja y la UNICEF. Después se convirtió en consul, fue presidente del Club de Esquí de Andorra de 1981 a 1991. En 2010 el presidente Jaume Bartumeu lo nombró representante permanente de Andorra en la Oficina de las Naciones Unidas en Ginebra.